# Rebirth
Rebirth er det andet album af det svenske industrial metal-band Pain der blev udgivet i 1999 gennem Stockholm Records. CDen blev først ugivet i USA i 2001 gennem Renegade Records.

## Numre
1. "Supersonic Bitch" — 3:44
2. "End of the Line" — 4:03
3. "Breathing In Breathing Out" — 3:35
4. "Delusions" — 4:03
5. "Suicide Machine" — 4:16
6. "Parallel to Ecstacy" — 3:58
7. "On and On" — 3:55
8. "12:42" — 1:52
9. "Crashed" — 4:01
10. "Dark Fields of Pain" — 5:00
11. "She Whipped" — 4:49